# Куп СФР Југославије у рагбију 1978.
Куп СФР Југославије у рагбију 1978. је било 19. издање купа комунистичке Југославије у рагбију. Играло се по правилима рагбија 15. 
Трофеј је освојио Динамо..
Финале
| Рагби клуб Динамо Панчево | 12 – 7 | Рагби клуб Загреб |
| ------------------------- | ------ | ----------------- |
|                           |        |                   |

| Освајач купа Југославије у рагбију 1978. |
| ---------------------------------------- |
| Рагби клуб Динамо Панчево 4. трофеј      |